# Oryphantes angulatus
Oryphantes angulatus là một loài nhện trong họ Linyphiidae.
Loài này thuộc chi Oryphantes. Oryphantes angulatus được Octavius Pickard-Cambridge miêu tả năm 1881.